# アントン・ラファエル・メングス
アントン・ラファエル・メングス（Anton Raphael Mengs, 1728年3月12日 – 1779年6月29日）は、ドイツの画家。現在のチェコのウースチー・ナド・ラベムに生まれた。
ローマ、マドリード、ザクセンなどで活動したが、特にスペイン王カルロス3世の宮廷画家として有名である。新古典主義における先駆者の一人とみなされる。

## 略歴
現在のチェコのウースチー・ナド・ラベムで生まれた。父親はデンマーク生まれでザクソン王室の宮廷画家、Ismael Mengsである。父親から絵画を学んだ。姉のテレーゼ（Therese Maron）、妹のユリア（Julia Charlotte Mengs）も画家となった。1741年から1744年の間、父親とローマに住み、巨匠たちの作品を学んだ。ドイツに戻り、17歳でドレスデンで画家として雇われた。
1746年に再びローマを訪れ、カトリックに改宗し、イタリア女性と結婚した。1749年にドレスデンに戻り1751年にザクセン選帝侯フリードリヒ・アウグスト2世の宮廷で、宮廷画家として雇われた。1751年にローマに行き、サン・ルカ・アカデミーの会員に選ばれた。1755年に新古典主義の理論的支柱となった美術史家のヨハン・ヨアヒム・ヴィンケルマンと知り合い、大きな影響を受けた。メングスはロココ様式を離れ、新古典主義の先駆者の一人となった。この時代、スペインの大使で美術愛好家のホセ・ニコラス・デ・アサーラ（José Nicolás de Azara）の支援を受けた。
1755年に、ローマ教皇クレメンス13世から、Cavaliere di speron d'oroの称号を受け、1759年にナポリに旅し、王族の肖像を描いた。ナポリ王、シチリア王であった カルロス3世がスペイン王を継ぐためにマドリードに移ると、メングスはローマに戻り、枢機卿アルビニ邸（Villa Albani）にフレスコ画を描いた。この作品はドイツ古典主義の重要な作品となった。1761年にマドリードに招かれ、ジョヴァンニ・バッティスタ・ティエポロとともに宮殿の装飾画を描いた。この頃ヴィンケルマンと対立し、二人の友情は終わった。
その後、またローマに戻り、ヴァチカンから報酬を受け、アカデミア・ディ・サン・ルカの会長に任じられた。
1772年スペイン王の命令でマドリードに戻り、若き日のフランシスコ・デ・ゴヤの才能を見出し支援した。病気でローマに戻り、ローマで没した。

## 作品

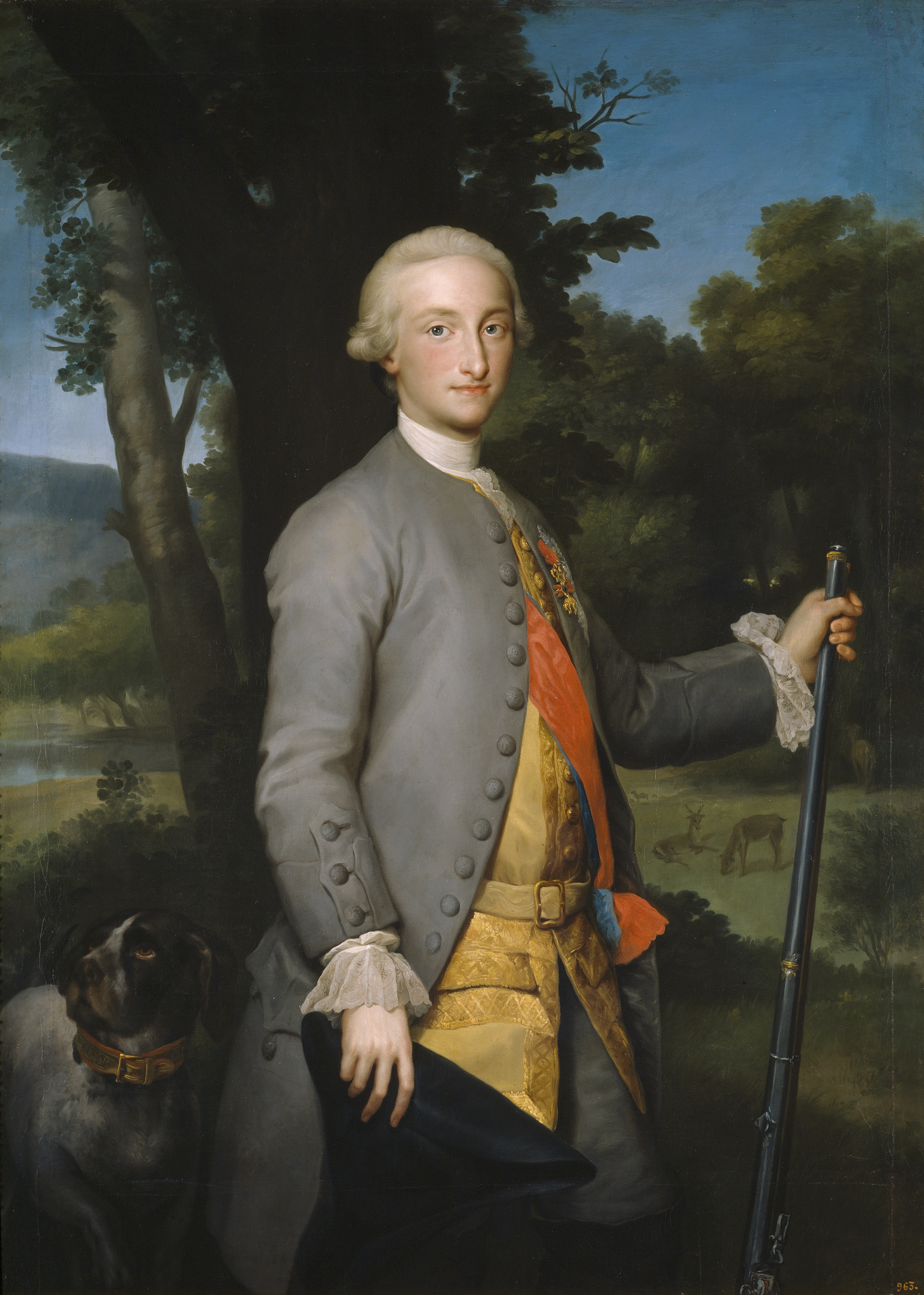
Prince of Asturias, 後の カルロス4世 (1765年頃) プラド美術館
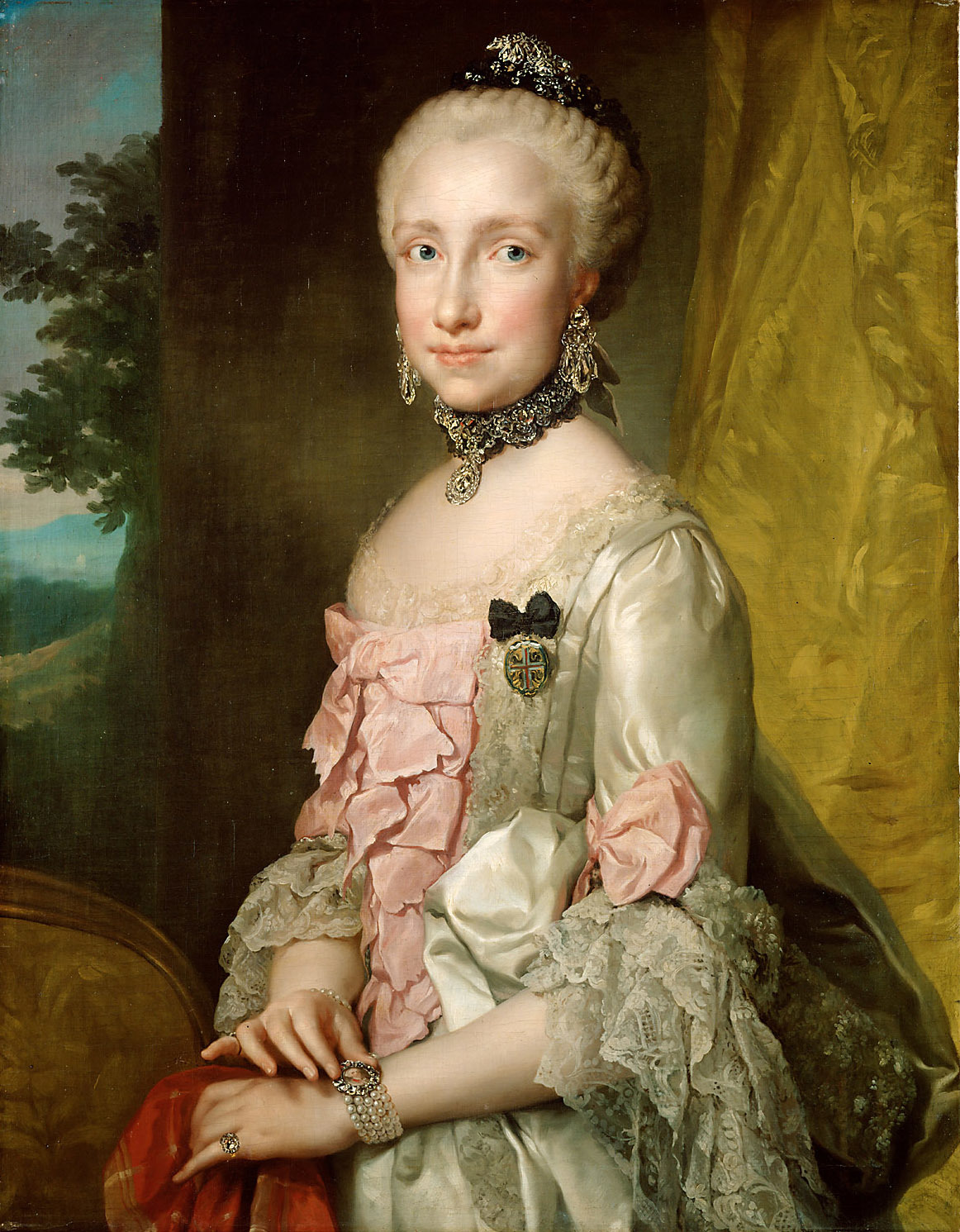
マリア・ルドヴィカ・フォン・シュパーニエン
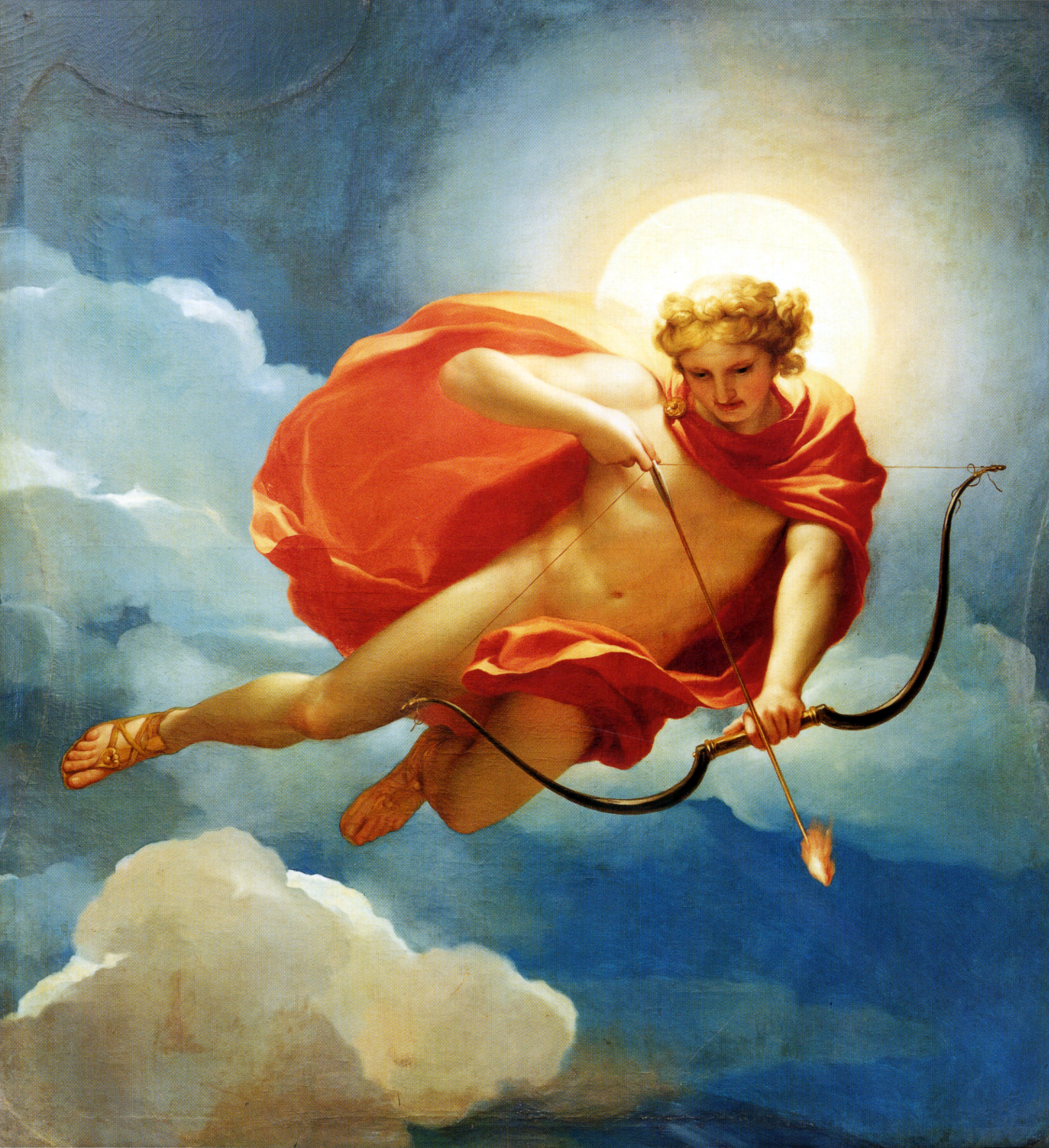
Helios as Personification of Midday ( 1765年頃)
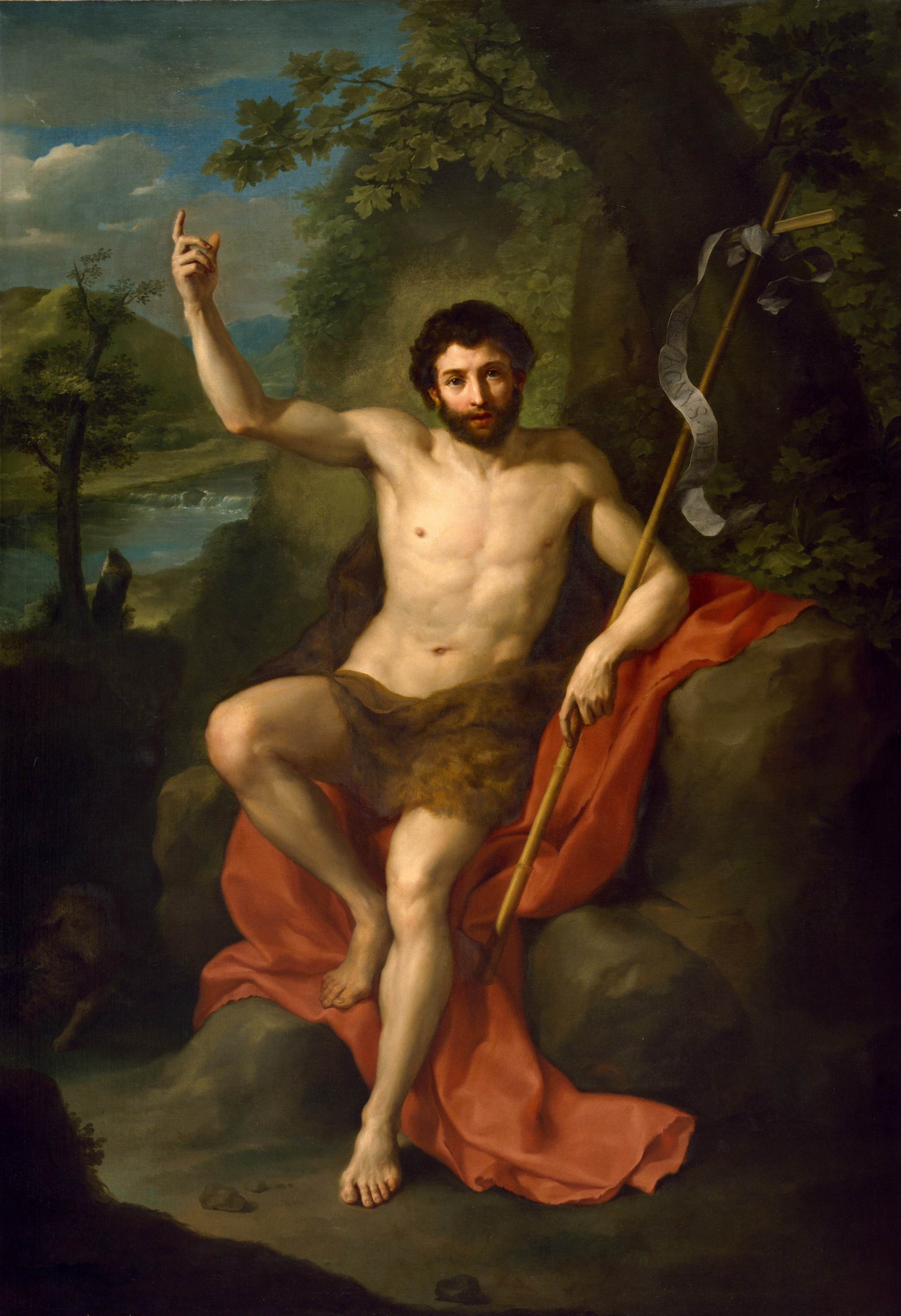
洗礼者ヨハネ
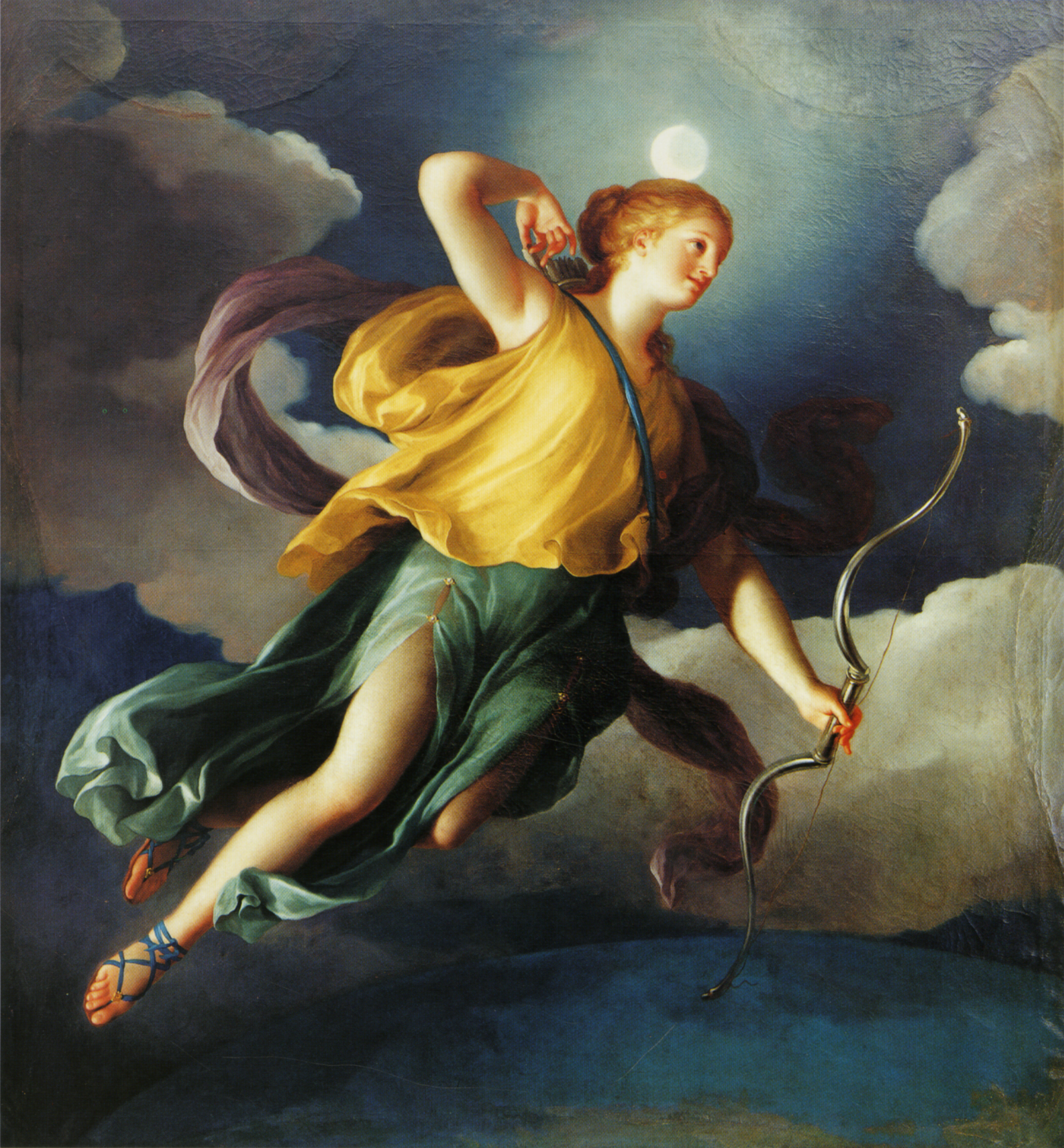
Diana as Personification of the Night (ca. 1765)
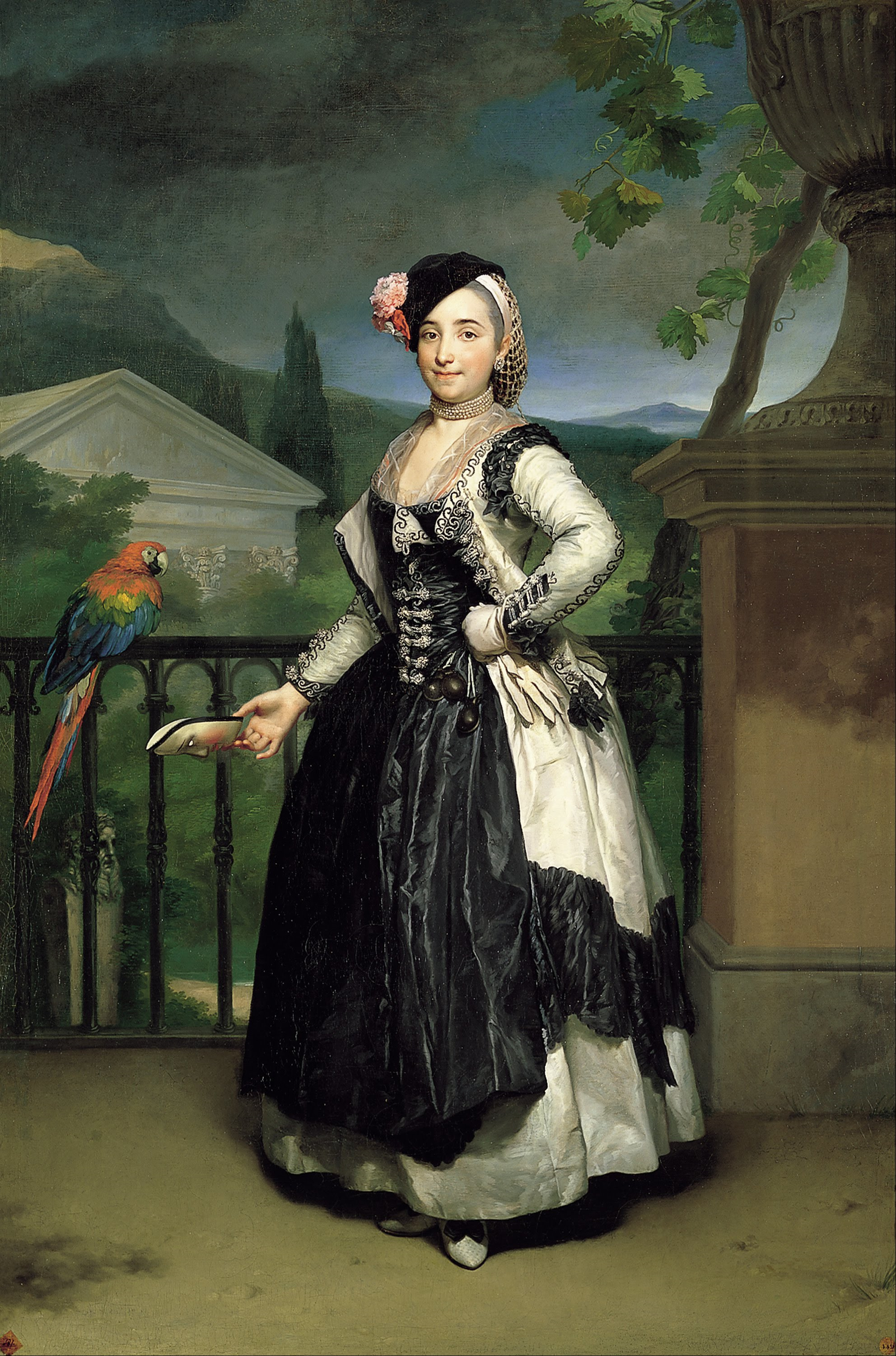
La marquesa de Llano
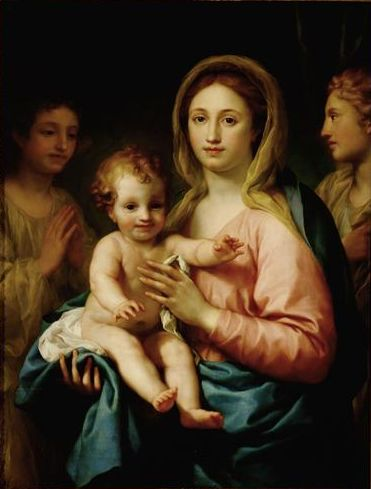
Madonna and Child
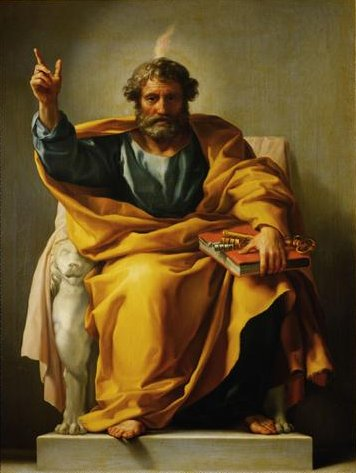
Saint Peter
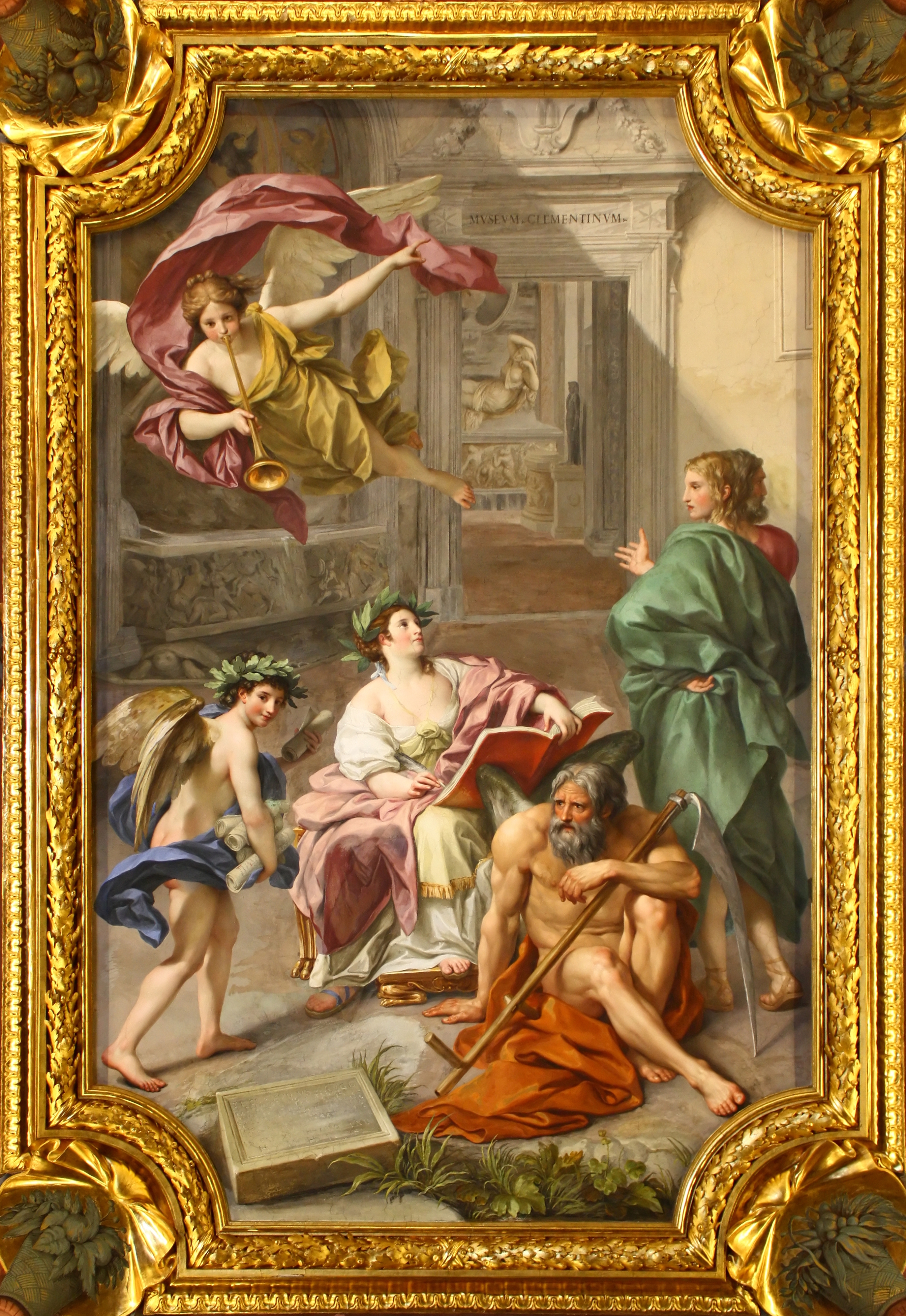
The Triumph of History over Time, ceiling Vatican Library.
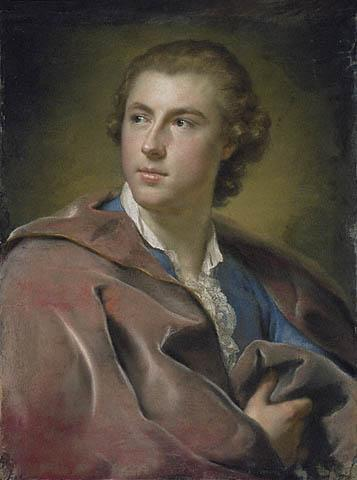
Portrait of William Burton Conyngham (1733–1796)
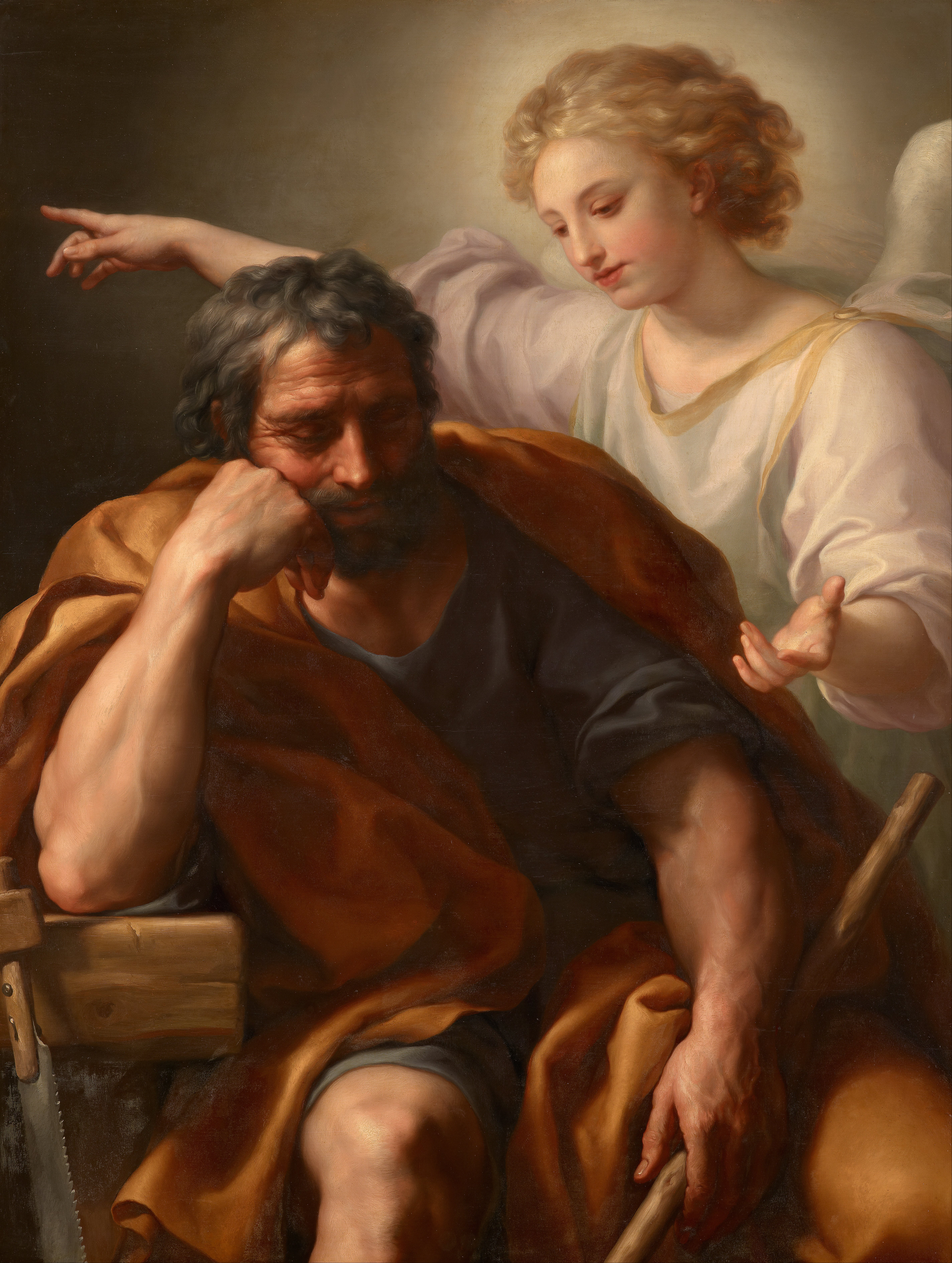
The Dream of St. Joseph, 1774
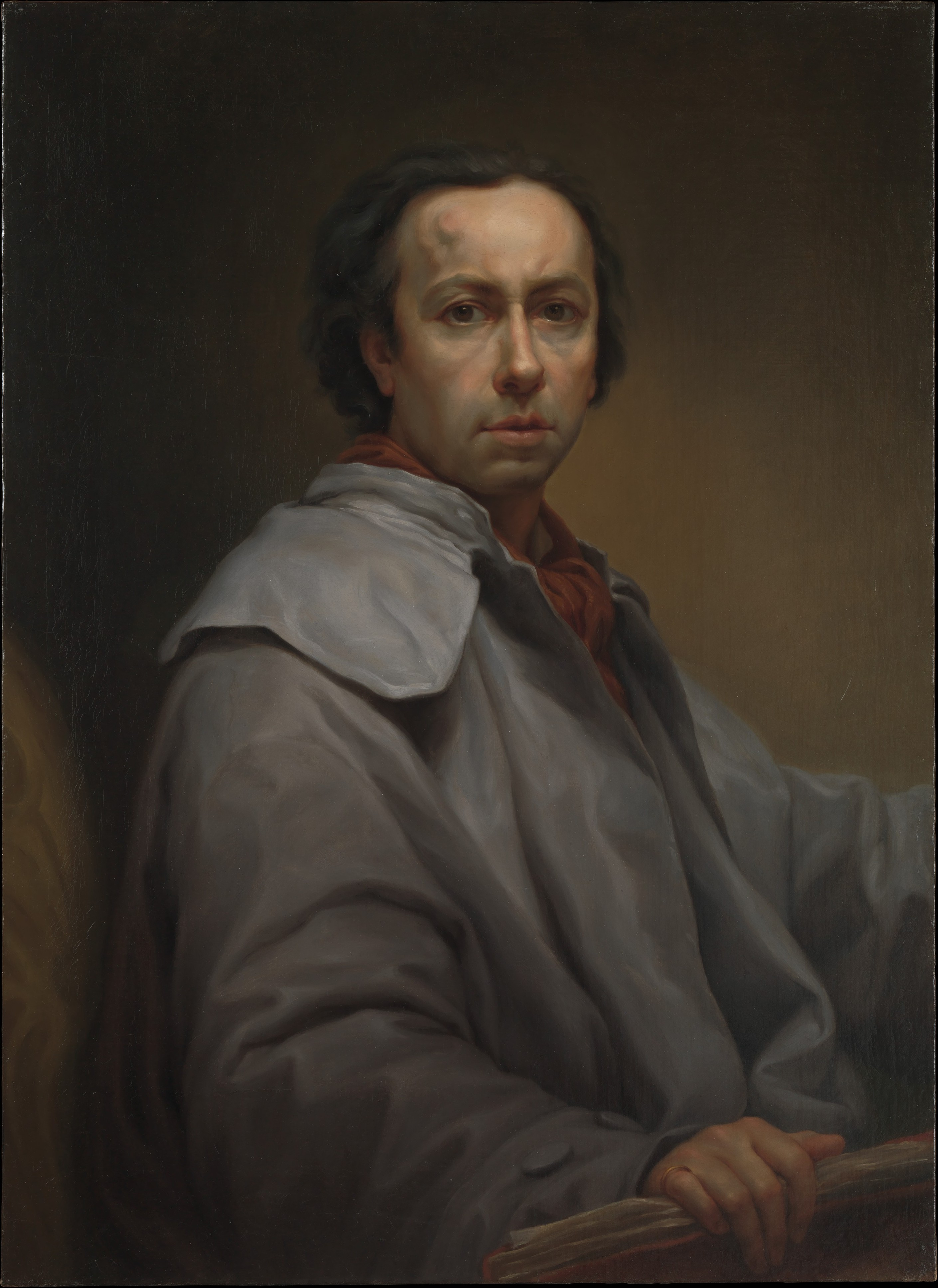
自画像、 (蔵)メトロポリタン美術館, 1774
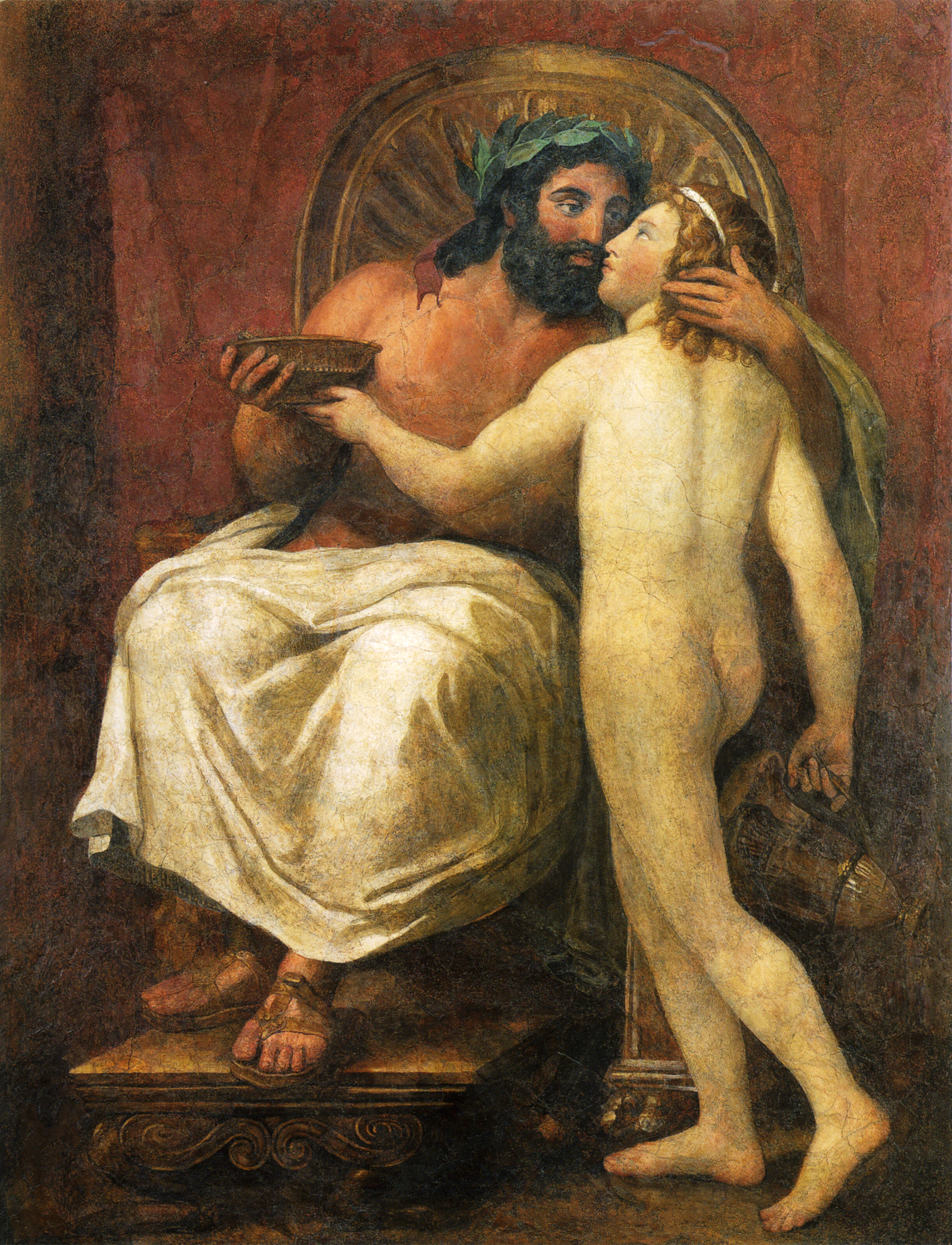
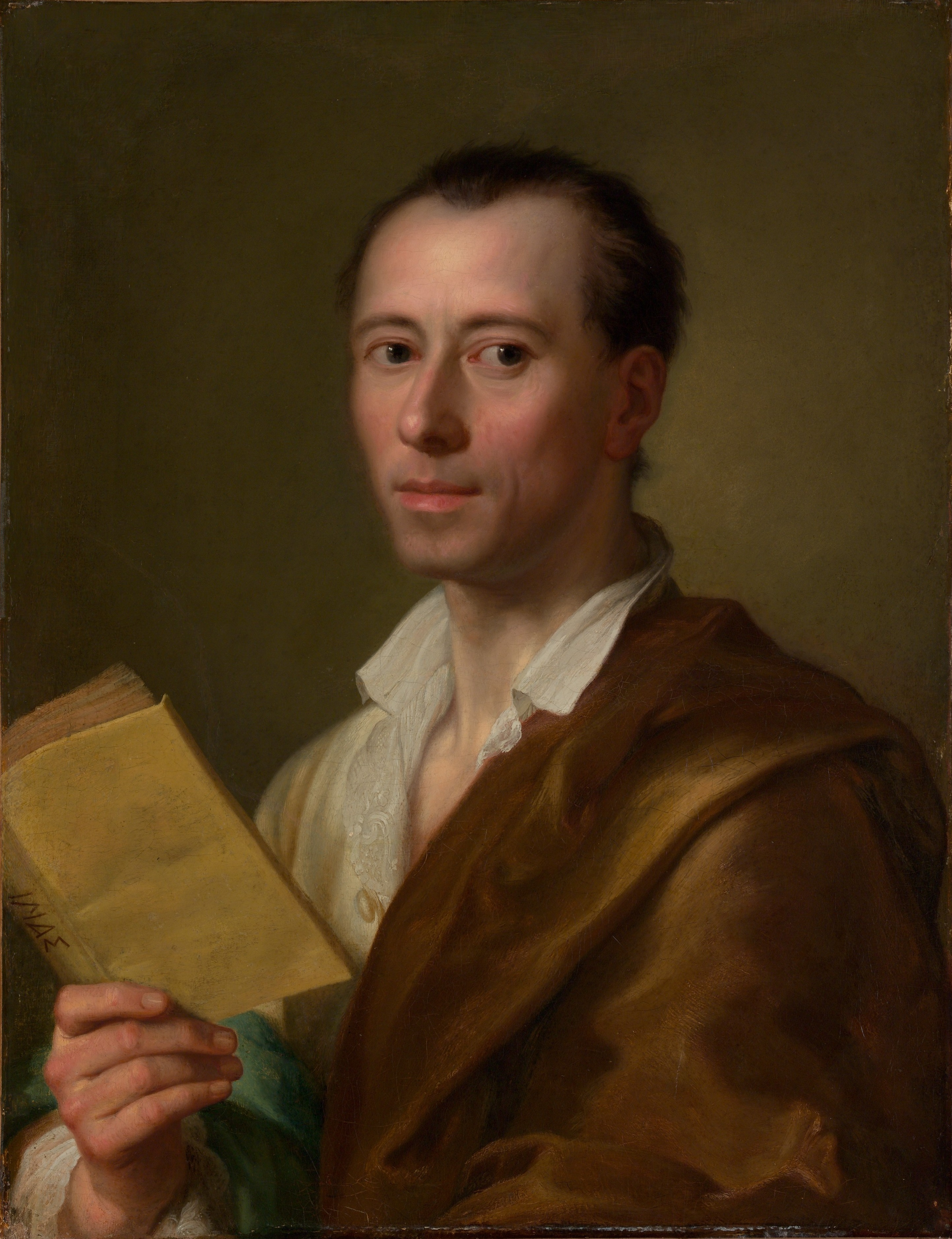
ヨハン・ヨアヒム・ヴィンケルマン (蔵)メトロポリタン美術館,, 1777